# Гонсало Гедес
Гонсало Мануел Ганшињо Гедес (порт. Gonçalo Manuel Ganchinho Guedes; Бенавенте, 29. новембар 1996) професионални је португалски фудбалер који примарно игра у средини терена на позицији крилног играча. Наступа за енглеског премијерлигаша Вулверхемптон.

## Клупска каријера
Гедес је прошао јуниорску школу Бенфике за коју је и дебитовао у професионалној конкуренцији у октобру 2014. године. Пар месеци раније играо је за резервни састав тима. Први погодак у дресу Бенфике постигао је 26. септембра 2015. на првенственој утакмици против Пасос Фереире. Свега четири дана касније постиже погодак и на мечу Лиге шампиона против Атлетико Мадрида поставши тако најмлађим португалским играчем који је постигао погодак у групној фази Лиге шампиона. За Бенфику је током три сезоне одиграо укупно 68 утакмица и постигао 11 голова, освојивши три титуле националног првака, два Лига купа, Куп и Суперкуп.
У јануару 2017. одлази у Француску и потписује четворогодишњи уговор са екипом Пари Сен Жермена вредан 30 милиона евра. Четири дана након поптисивања уговора дебитује за „Свеце” у утакмици француског првенства против Монака. Сезону 2017/18. провео је на позајмици у шпанској Валенсији где је одиграо 38 утакмица и постигао 6 погодака.

## Репрезентативна каријера
Гедес је играо за све млађе репрезентативне селекције Португалије, а за сениорску репрезентацију Португалије дебитовао је 14. новембра 2015. у пријатељској утакмици са Русијом у Краснодару. први погодак за репрезентацију постиже у пријатељској утакмици са Саудијском Арабијом играној 10. новембра 2017. у Визеу.
Селектор Фернандо Сантос уврстио га је на списак репрезентативаца за Светско првенство 2018. у Русији где је одиграо све четири утакмице свог тима.

## Успеси и признања

### Клупски
ФК Бенфика
- Португалско првенство (4) : 2014/15, 2015/16, 2016/17, 2022/23.
- Португалски куп (1) : 2016/17.
- Португалски лига куп (2) : 2014/15, 2015/16.
- Португалски суперкуп (1) : 2016.

 ФК Пари Сен Жермен
- Првенство Француске (1) : 2017/18.
- Куп Француске (1) : 2016/17.
- Суперкуп Француске (1) : 2017.

 ФК Валенсија
- Куп Шпаније (1) : 2018/19.

### Репрезентативни
Португалија
- УЕФА Лига нација (1) : 2018/19.